# Ghiacciaio Peckham
Il ghiacciaio Peckham è un ripido ghiacciaio lungo circa 16 km situato nella regione meridionale della Terra di Oates, nell'Antartide orientale. Il ghiacciaio, il cui punto più alto si trova a circa 2600 m s.l.m., si trova sulla costa di Hillary e ha origine dal versante meridionale del monte McClintock, nella regione occidentale della dorsale Britannia, da cui fluisce verso sud fino a unire il proprio flusso a quello del ghiacciaio Byrd.

## Storia
Il ghiacciaio Peckham è stato mappato da membri dello United States Geological Survey (USGS) grazie a fotografie aeree scattate dalla marina militare statunitense (USN) nel periodo 1960-62, e così battezzato dal Comitato consultivo dei nomi antartici in onore di Verne E. Peckham, un biologo di stanza alla stazione McMurdo nell'inverno del 1962, il quale effettuò diverse immersioni subacquee sotto il ghiaccio presente sul canale McMurdo, nella baia Winter Quarters, e al largo di capo Evans.